# Helicocranchia pfefferi
Helicocranchia pfefferi é uma espécie de molusco pertencente à família Cranchiidae.
A autoridade científica da espécie é Massy, tendo sido descrita no ano de 1907.
Trata-se de uma espécie presente no território português, incluindo a zona económica exclusiva.